# Палменто Каркараци (Палермо)
Палменто Каркараци је насеље у Италији у округу Палермо, региону Сицилија.
Према процени из 2011. у насељу је живело 34 становника. Насеље се налази на надморској висини од 179 м.